# Lukas Buchegger
Lukas Buchegger (* 2. Juni 2003) ist ein österreichischer Fußballspieler.

## Karriere
Buchegger begann seine Karriere beim SV Kuchl. Zur Saison 2017/18 wechselte er in die Jugend des SV Grödig. Zur Saison 2018/19 kehrte er wieder nach Kuchl zurück. Dort spielte er fortan für die Reserve in der 1. Klasse. Für Kuchl II absolvierte er in seiner ersten Saison 21 Spiele in der siebthöchsten Spielklasse. Nach der abgebrochenen Saison 2019/20 rückte er zur Saison 2020/21 in den Kader der ersten Mannschaft. In der ebenfalls abgebrochenen Spielzeit kam er zu neun Einsätzen in der Regionalliga Salzburg. Insgesamt absolvierte er 58 Spiele in der Regionalliga, aus der er mit Kuchl 2023 aber abstieg. In der Saison 2023/24 gelang dem Team als Meister der Salzburger Liga der direkte Wiederaufstieg, der Verteidiger absolvierte alle 30 Saisonspiele.
Zur Saison 2024/25 wechselte Buchegger zum Zweitligisten SKN St. Pölten, bei dem er einen bis 2025 laufenden Vertrag erhielt. Sein Debüt in der 2. Liga gab er im August 2024, als er am ersten Spieltag jener Saison gegen den Floridsdorfer AC in der Startelf stand.